# Middelfart Sparekasse
Middelfart Sparekasse er en dansk sparekasse med hovedsæde i Middelfart på Fyn. Banken har 14 filialer primært på Fyn og i Trekantsområdet.
Sparekassen havde ved udgangen af 2021 et overskud før skat på 179,6 mio. kr.. Sparekassen beskæftigede 350 medarbejdere.
Sparekassen blev stiftet i 1853 af den lokale håndværkerforening under navnet "Spare og laanekassen for Middelfart og Omegn".